# Anolis cybotes
Anolis cybotes is een hagedis uit de familie anolissen (Dactyloidae).

## Naam en indeling
De wetenschappelijke naam van de soort werd voor het eerst voorgesteld door Edward Drinker Cope in 1862. Lange tijd werden er verschillende ondersoorten erkend, die tegenwoordig echter als aparte soorten worden gezien; Anolis doris en Anolis ravifaux.

### Synoniemen
- Anolis riisei Reinhardt & Lütken, 1862[3]
- Anolis citrinellus Cope, 1864
- Anolis saxatilis Mertens, 1938

## Uiterlijke kenmerken
De totale lichaamslengte is ongeveer 20 centimeter; de vrouwtjes blijven kleiner dan de mannetjes. De anolis kan snel van kleur veranderen en kan van lichtgroen naar donkerbruin kleuren, de buikzijde is altijd crèmewit.
Anolis cybotes is te herkennen aan een streep op het midden van de rug en twee dunne strepen op iedere zijde van de flank; de eerste op het midden van de flank en de tweede begint boven de achterpoot, en loopt schuin omlaag naar boven de voorpoot. De rug is vaak bruin gebandeerd en afhankelijk van de kleur van de anolis kunnen de vijf rug- en flankstrepen lichter of donkerder zijn. Mannetjes zijn te herkennen aan de lage maar vinachtige huidplooi op de rug en deel van de staart, die bij vrouwtjes veel kleiner blijft. Daarnaast hebben de mannetjes een relatief veel grotere kop dan vrouwtjes.
De keelzak is relatief groot en heeft een gele kleur, met in het midden een oranje tot paarse vlek. Deze wordt gebruikt bij de balts, maar voornamelijk om andere mannetjes te verjagen, want zoals veel anolissen is deze soort erg territoriaal.

## Verspreidingsgebied en habitat
Deze soort komt voor op het eiland Hispaniola en enkele kleinere eilanden eromheen. De habitat bestaat uit drogere tropische en subtropische bossen. Ook in zeer vochtige mangrovehabitats is de anolis te vinden. De hagedis leeft voornamelijk rond de stammen van bomen en kan goed klimmen. Bij gevaar rent de hagedis eerder tussen de bladeren en struiken op de bodem dan dat hij in een boom klimt om te ontsnappen.

## Levenswijze
Het voedsel bestaat uit allerlei kleine dieren, zoals insecten en andere geleedpotigen, maar ook kleine hagedissen zoals kogelvingergekko's en andere kleine anolissen worden gegeten. De vrouwtjes zetten eieren af op de bodem, deze komen na ongeveer 45 tot 55 dagen uit.